# Софійська центральна синагога
Софійська центральна синагога (болг. Софийска синагога) є найбільшою синагогою в Південно-Східній Європі. Одна з двох функціонуючих синагог у Болгарії (друга знаходиться в Пловдиві) і третя за величиною в Європі та перша за величиною сефардська синагога в Європі.

### Історія
Розміщується на місці старої синагоги Ахава-ве-Хесед (Любов і Милосердя).
Наразі синагога є релігійним центром єврейської спільноти, що згадується в Болгарії з 10 ст. періоду першої Болгарської держави. У 15 ст. до цього регіону переселилися євреї з Німеччини, Каталонії, Арагону. Це коріння з різних частин Європи відображено в еклектичній архітектурі споруди.
Побудована для потреб громади сефардских євреїв столиці за проєктом австрійського архітектора Фрідріха Грюнагера. За своїм виглядом нагадує старовинну Леопольдштадтську синагогу в Відні. Була офіційно відкрита 9 вересня 1909 року в присутності царя Фердинанда I. Перші приготування до будівництва синагоги почалися в 1903 році, саме ж будівництво розпочато 13 листопада 1905 року. Будівництво стало можливим завдяки ініціативі рабина Маркуса Еренпрейса, а також завдяки зусиллям таких шанованих членів єврейської громади, як Езра Таджер і Авраам Давіджон Леві.
Будівля була сильно пошкоджена під час Другої світової війни. Бібліотека синагоги згоріла.
Незважаючи на розмір будівлі, служби проходять лише за участю близько 50 або 60 прихожан. Це пояснюється тим, що більшість євреїв Болгарії репатріювалися в Ізраїль, а ті, що досі живуть у місті, здебільшого не релігійні.
З 8 травня 1992 року в Софійській синагозі функціонує Єврейський історичний музей — продовження експозиції «Порятунок болгарських євреїв 1941-45» (Спасяването на Б'лгарскі євреї 1941—1944 р.), що діяла до 1990 року. Музей проводить гостьові фотовиставки у виставкових залах Болгарії.

### Архітектура
Має територію в 659 м² та вміщує 1300 відвідувачів.
Симетрична споруда, що закінчується полігональним куполом заввишки 23 м та 19 м у діаметрі. До центрального об'єму долучені чотири конхи з арками. Візантійський стиль прослідковується в чергуванні кольорових смуг на фасаді. Арки оздоблені типовими мавританськими елементами. Деталі з різних стилів, особливо захоплення орієнталізмом, що було популярне у сецесії, створюють унікальний ансамбль, що визначають як стиль Національний романтизм.

## Галерея

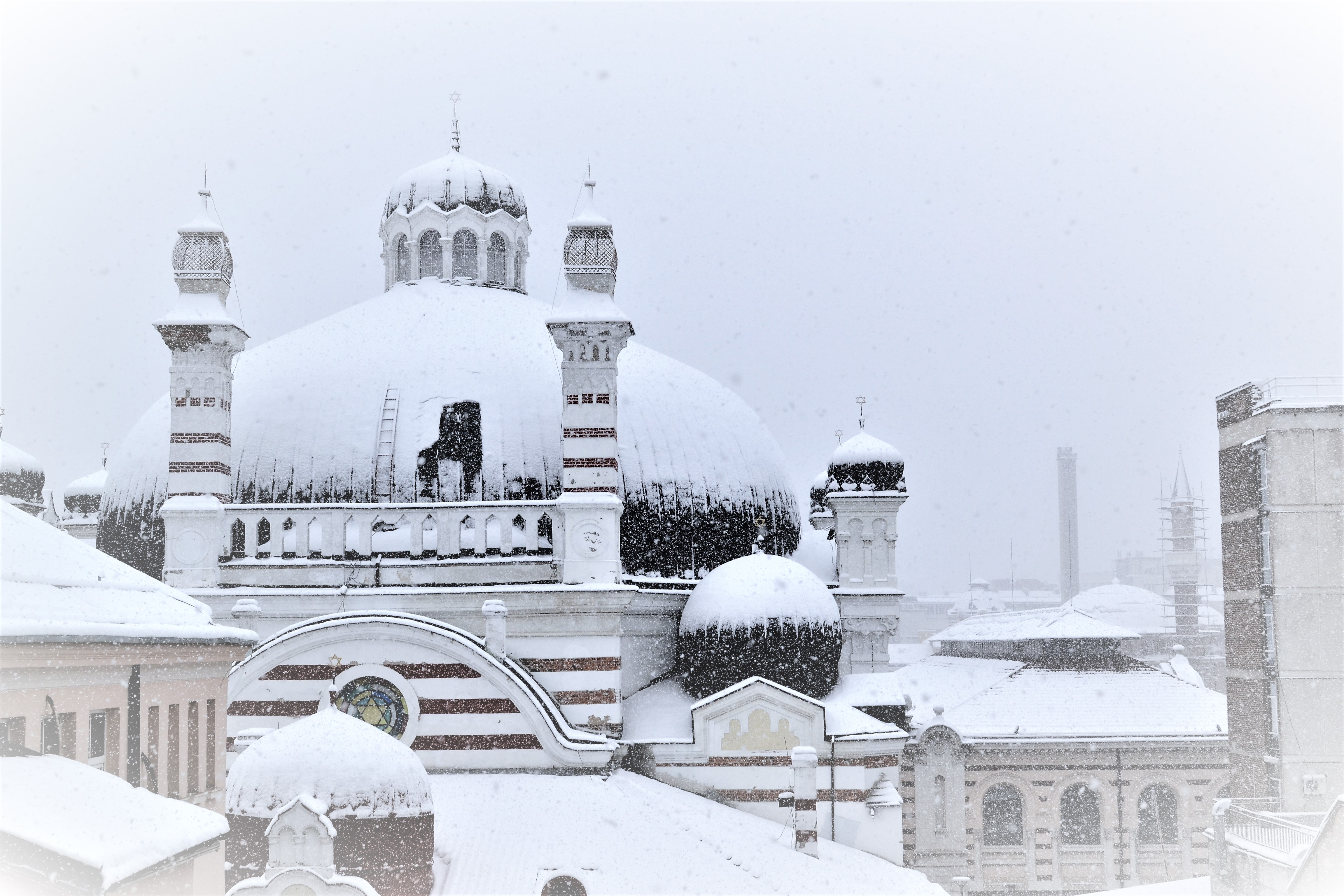
Купол в снігу
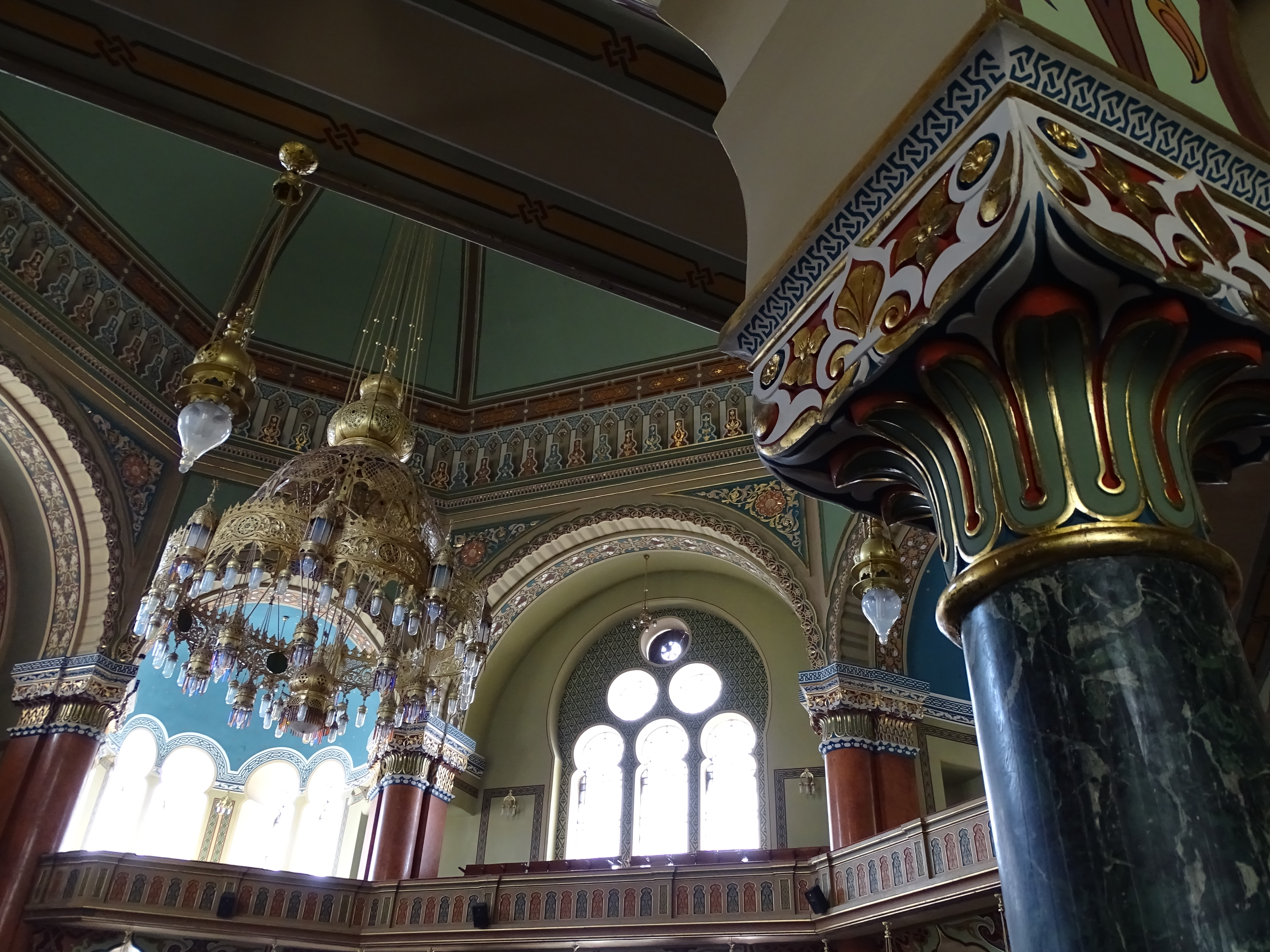
Інтер'єр
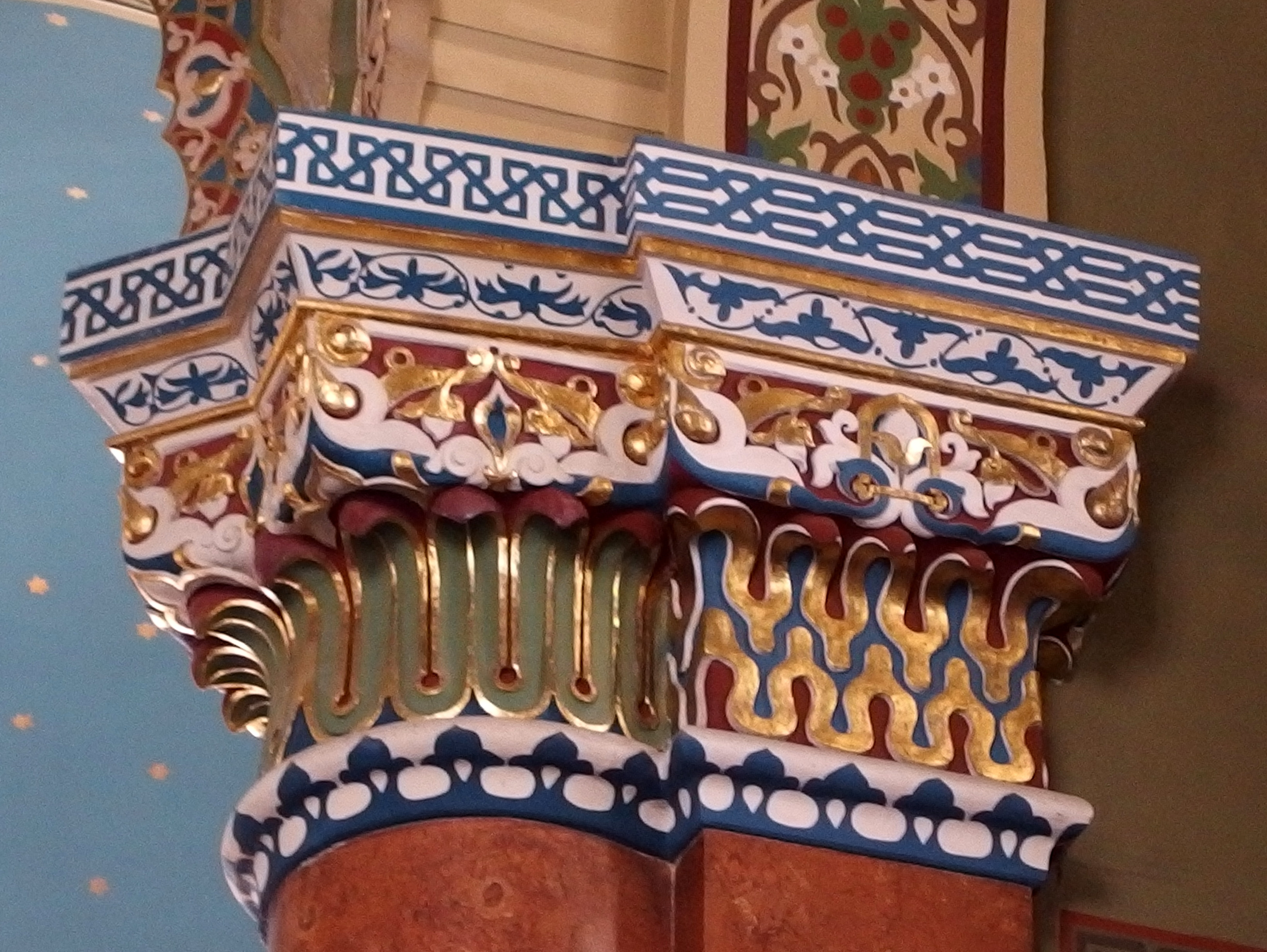
Капітель колони
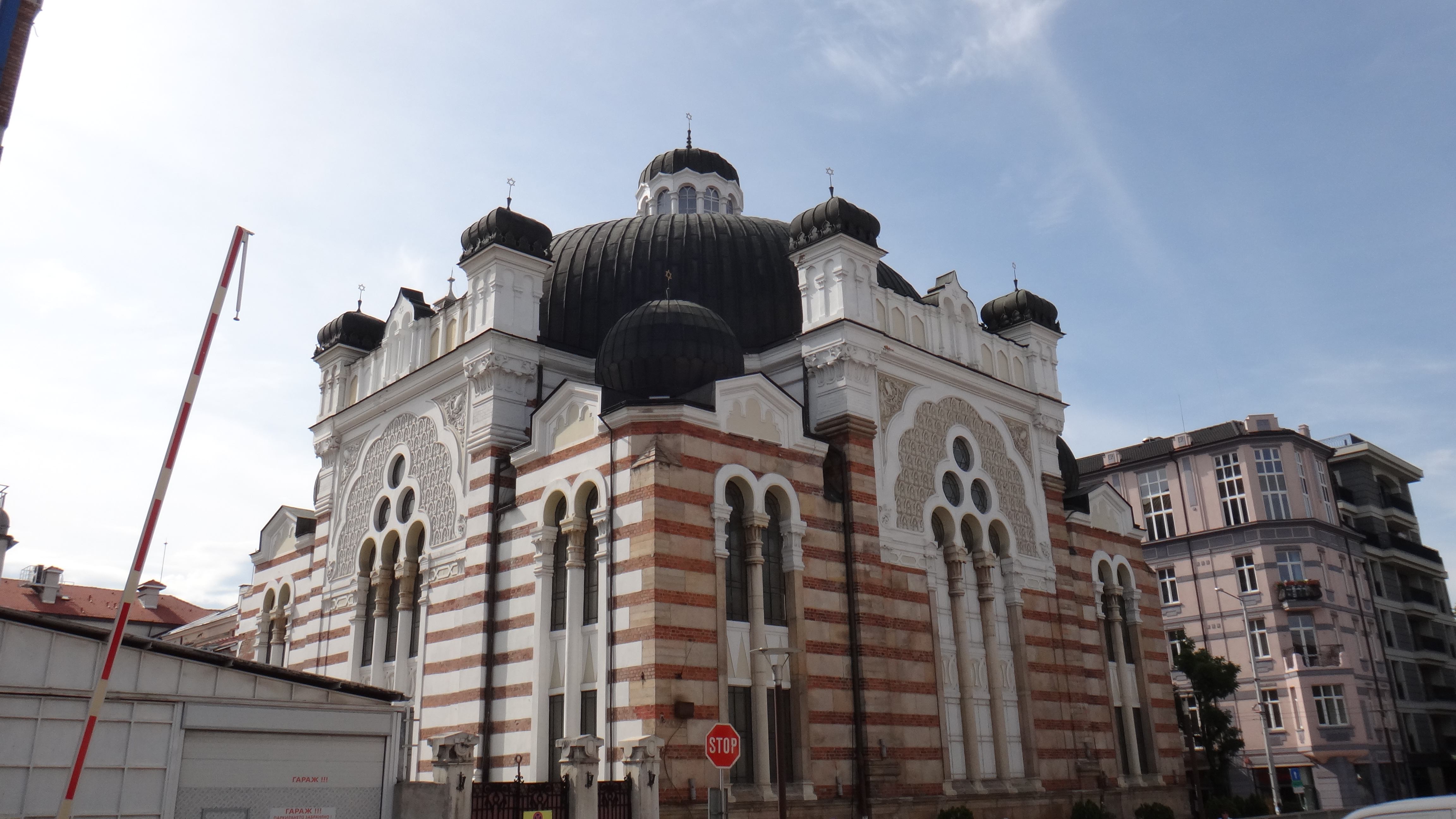
Панорама